# Resolució 908 del Consell de Seguretat de les Nacions Unides
La Resolució 908 del Consell de Seguretat de les Nacions Unides fou adoptada per unanimitat el 31 de març de 1994. després de reafirmar totes les resolucions del Consell de Seguretat sobre la situació a l'antiga Iugoslàvia i, en particular, la Resolució 871 (1993), el Consell va prorrogar el mandat de la Força de Protecció de les Nacions Unides (UNPROFOR) fins al 30 de setembre de 1994 i va declarar la seva intenció d'augmentar el nombre de personal en la força de manteniment de pau.
El Consell de Seguretat va acollir amb satisfacció l'alto el foc entre Bòsnia i Hercegovina i els croats de Bòsnia i Hercegovina i els acords marc entre tots dos. També era important que els serbis de Bòsnia estiguessin involucrats en les negociacions. Es va donar la benvinguda a l'alto el foc entre Croàcia i les autoritats sèrbies locals a les Àrees Protegides de les Nacions Unides, així com les converses entre Croàcia i Sèrbia i Montenegro. Acollint amb satisfacció els progressos realitzats a Sarajevo, el Consell va observar que la presència forta i visible de la UNPROFOR era essencial per consolidar aquest progrés, tot i que la situació a Maglaj es va mantenir precària. Hi havia hagut esforços per reobrir l'Aeroport Internacional de Tuzla amb finalitats humanitàries. També es van donar la benvinguda a una missió de recerca de la Unió Europea a Mostar per investigar les condicions a la ciutat i una missió conjunta civil a Sarajevo pels governs del Regne Unit i dels Estats Units. Al llarg del procés, es va reiterar la seguretat i llibertat de moviment del personal de la UNPROFOR.
Després d'ampliar el mandat de la UNPROFOR, el Consell va decidir augmentar la força de la missió fins a 3.500 tropes addicionals amb una revisió abans del 30 d'abril de 1994. Es va aprovar el pla de la UNPROFOR per a la reobertura de l'aeroport de Tuzla amb finalitats humanitàries i la seva sol·licitud d'assistència addicional. Es va decidir que els Estats membres, en cooperació amb el Secretari General de les Nacions Unides i la UNPROFOR, proporcionessin suport aeri a Croàcia.
Totes les parts foren convidades a cooperar amb la UNPROFOR a Croàcia sobre les mesures de foment de la confiança, incloses les Àrees Protegides de les Nacions Unides, i revitalitzar el procés de la Comissió Mixta, que veuria com es reprendrien i es resoldrien els vincles de comunicació i els assumptes econòmics. El Consell va demanar al Secretari General que el mantingués informat sobre l'aplicació del pla de pau de les Nacions Unides per a Croàcia i el resultat de les negociacions. Basant-se en aquests principis, el mandat de la UNPROFOR es podria revisar en qualsevol moment. Es va acollir amb beneplàcit el nomenament d'un funcionari del secretari general per restaurar els serveis públics a Sarajevo. D'acord amb la Resolució 900 (1994), es va crear un fons fiduciari voluntari per contribuir en aquest procés.
El Consell de Seguretat va expressar amb reconeixement les mesures adoptades per les Nacions Unides, la UNPROFOR i les organitzacions humanitàries internacionals per restablir la vida normal a Bòsnia i Hercegovina. Es va demanar a totes les parts que compleixin els seus compromisos, en particular perquè la part croata de Bòsnia alliberi equips i material d'infraestructura per a ús humanitari. La presència de la UNPROFOR i l'ajuda humanitària a Maglaj ha acollit amb beneplàcit la promoció del benestar dels seus ciutadans, mentre que s'expressava preocupació per la situació. El Consell de Seguretat va exigir que els serbis de Bòsnia acabessin amb les operacions militars contra la ciutat de Maglaj i aixequessin el seu bloqueig. El Secretari General va suggerir que la ciutat fos incorporada a les Àrees Protegides de les Nacions Unides, com va assenyalar el Consell.